# Грязевой вулкан в Сидоарджо
Грязевой вулкан в Сидоарджо, также называемый Люси (от сокращения слов Lumpur и Sidoarjo, индон. lumpur — «грязь») — грязевой вулкан в Индонезии, начавший извергаться в мае 2006 года и продолжающий выбрасывать газ и грязь до сих пор. Расположен в округе Сидоарджо провинции Восточная Ява, в 20 км к югу от города Сурабая.
Грязевые вулканы — относительно распространённое на Земле явление, в том числе для восточной части острова Ява. Под ним с востока на запад проходит полуграбен, заполненный морскими карбонатами и грязью, находящимися под аномально высоким давлением. Несмотря на все попытки погасить извержение, активность вулкана продолжается, и неизвестно, когда она прекратится. Существуют оценки, по которым оно не остановится ещё 30 лет.

## Хронология извержения

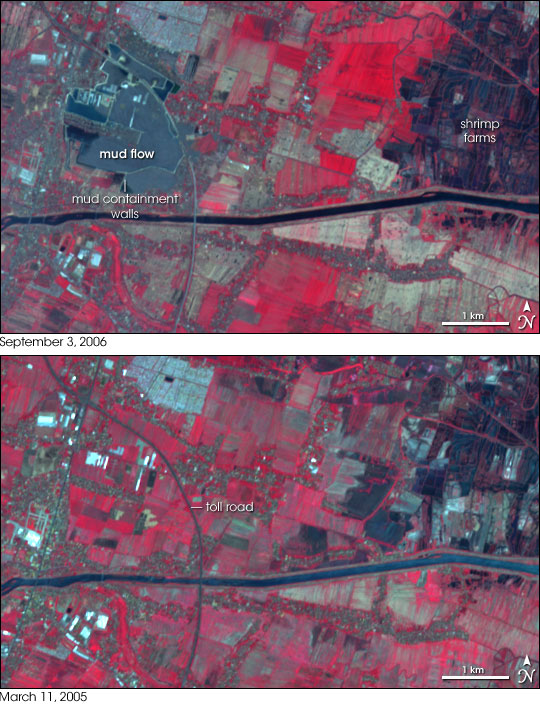
Снимки района из космоса — до (11 марта 2005, снизу) и после (2 сентября 2006, сверху) начала извержения.

28 мая 2006 года компания PT Lapindo Brantas, входящая в группу компаний Bakrie Group, принадлежащую известному предпринимателю и политику Абуризалу Бакри, начала бурить тестовую скважину под названием Banjar-Panji 1 exploration well. В первой стадии бурения бур прошёл через толстый слой глины (глубиной 500—1300 м), затем через песок и вулканический пепел и достиг карбонатной горной породы. В 5 утра следующего дня началась вторая стадия бурения до глубины примерно 2834 м, после которой в 200 м к юго-западу от скважины произошёл небольшой выброс воды, пара и газа.
Следующие два извержения произошли 2 и 3 июня примерно в 800—1000 м к северо-западу от скважины, но они прекратились 5 июня 2006 года. В ходе этих извержений на поверхность выходили сероводород и грязи при температуре 60 °C.
Ежедневно вулкан выбрасывал по 7-150 тыс. м³ грязи. К сентябрю 2006 года потоки горячей грязи залили окрестные деревни и поля, покрыв площадь около 2,4 км² и заставив переселиться 11 тыс. человек. Были уничтожены рисовые поля, фабрики и креветочные фермы.
Из-за сильного проседания земли (до 2 м) и прорыва заграждающего вала грязевыми потоками 23 ноября 2006 года взорвался газопровод компании Pertamina, что привело к гибели по крайней мере 7 человек.
По состоянию на май 2008 года грязь растеклась по площади 6,5 км², заставив около 36 тысяч жителей из 12 близлежащих деревень покинуть свои дома.
В апреле 2008 года вулкан Люси стал проваливаться под собственным весом, что ведёт к образованию кальдеры, глубина которой может достигнуть 146 метров.

## Причины возникновения и методы борьбы

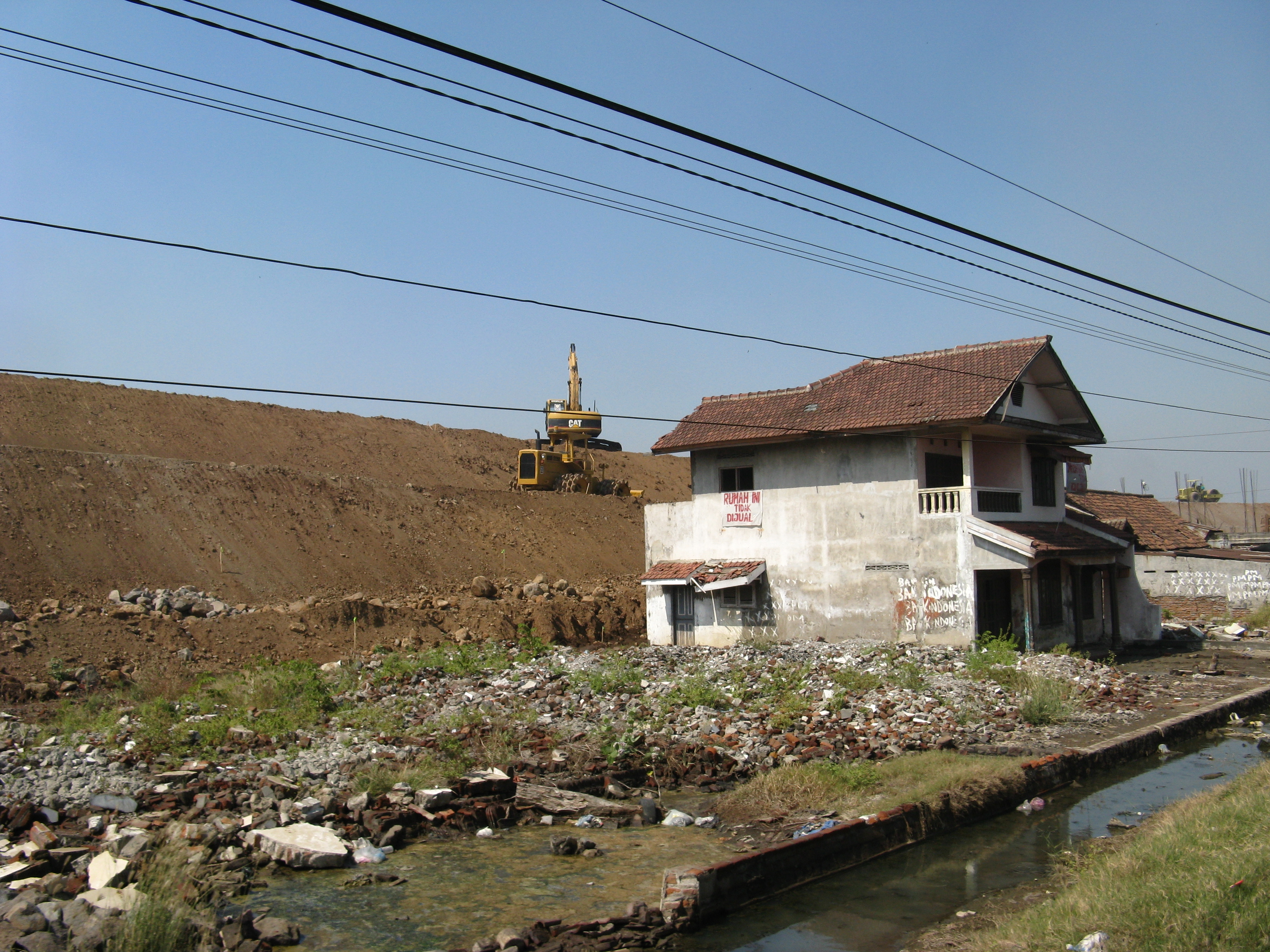
Защитный вал вокруг вулкана

Компания, проводившая буровые работы, утверждает, что причиной возникновения вулкана стало произошедшее двумя днями ранее землетрясение, однако по свидетельствам учёных, именно действия геологов спровоцировали это катастрофическое природное явление.
С целью предотвращения растекания грязи вокруг уже затопленной области была создана система земляных валов и дамб, а также производилась перекачка грязи в расположенную немного южнее реку. Кроме того, в конце февраля 2007 года была предпринята попытка закрыть жерло вулкана бетонными шарами. 19 марта 2007 года после опускания нескольких сотен таких шаров исток грязи прекратился на 30 минут.